# Алфёров, Николай Алексеевич
Никола́й Алексе́евич Алфёров (17 января 1936, Журавка, Азово-Черноморский край — 7 августа 2010, Жуковский, Московская область) — советский, российский штурман-испытатель, Заслуженный штурман-испытатель СССР (1974). Кавалер ордена Мужества (1994) и ордена Дружбы народов (1982), капитан (1969).

## Биография
Николай Алексеевич Алфёров родился 17 января 1936 года в п. Журавка Д.-Журавского сельсовета Мальчевского района Северо-Донского округа Азово-Черноморского края, ныне хутор входит в Сулинское сельское поселение Миллеровского района Ростовской области.
В 1953 году окончил 10 классов школы в городе Миллерово.
В армии с августа 1953 года. В 1955 году окончил Шадринское ВАУШ. Служил в строевых частях ВВС (Забайкальский ВО, Северная группа войск). С августа 1960 года — в запасе.
В 1960—1961 годах — штурман-инструктор авиационного учебно-тренировочного центра ДОСААФ (г. Волчанск). В 1962—1963 годах работал старшим техником во Всесоюзном институте авиационных материалов.
С августа 1963 по декабрь 1971 года — на лётно-испытательной работе в ЛИИ. В 1964 году окончил курсы штурманов-испытателей при Школе лётчиков-испытателей.
Участвовал в испытаниях Су-24 на прочность и на характеристики устойчивости и управляемости; в испытаниях опытных двигателей на Ту-16ЛЛ; в отработке системы автоматического захода на посадку на Як-28.
В 1972—1982 годах — штурман-испытатель ОКБ П. О. Сухого. Участвовал в первом полёте и испытаниях Т-4 (1972), а также в испытаниях Су-24 и Су-24М.
В 1981—1988 годах начальник штурманской службы ОКБ имени П. О. Сухого, в 1988—2005 годах руководитель полётов ОКБ имени П. О. Сухого. Как руководитель визуальной посадки осуществил весомый вклад в обеспечение первых посадок как на наземном научно-исследовательском тренажере корабельной авиации в Саках, так и на палубу авианосца «Адмирал флота Советского Союза Кузнецов». Разработал методику подготовки руководителей визуальной посадки для строевых летчиков 279 корабельного истребительного авиационного полка.
Жил в городе Жуковский Московской области.
Николай Алексеевич Алфёров скончался 7 августа 2010 года, после продолжительной болезни в городе Жуковский Московской области.

## Награды
- Орден Мужества (29 декабря 1994) — за заслуги перед государством, успехи, достигнутые в труде, культуре, искусстве, большой вклад в укрепление дружбы и сотрудничества между народами
- Орден Дружбы народов (17 декабря 1982)
- Медали
- Заслуженный штурман-испытатель СССР (28 августа 1974)